# В. И. Ленин в Разливе в 1917 году
«В. И. Ленин в Разливе в 1917 году» — картина русского советского художника Аркадия Рылова, созданная им в 1934 году. Два варианта картины находятся в коллекции Государственного Русского музея. В советское время картина рекомендовалась для изучения на уроках русского языка. По мнению историков искусства, полотно сочетает пейзаж и исторический жанр, поэтику и монументальный стиль, является одним из лучших произведений художника в его поздний период творчества.

## История создания картины и её судьба
Нелегальное пребывание В. И. Ленина в Разливе летом 1917 года — один из основных сюжетов ленинской темы в советском изобразительном искусстве. Эта тема целенаправленно разрабатывалась в советской живописи (картины: «Ленин и Сталин в Разливе» Н. Н. Жукова, 1940-е годы, «Ленин в Разливе» А. А. Пластова, 1948, «Ленин в Разливе» Кукрыниксов, 1949, «Я. М. Свердлов у В. И. Ленина в Разливе» А. М. Любимова, 1937, «Г. К. Орджоникидзе у В. И. Ленина в Разливе» В. А. Серова, 1953, «Ленин в Разливе» Е. С. Щербакова, 1953, «В. И. Ленин в Разливе» Г. В. Киянченко, 1950, и многие другие), вписываясь в концепцию формирования канонического изображения вождя партии, революции, мыслителя мирового масштаба.
В советское время обращение Аркадия Рылова к революционной истории и советской действительности в 1930-е годы часто объясняли увлечением художника новой жизнью. Однако во второй половине 1920-х годов уже сложилась конъюнктура в форме государственного заказа, который стимулировал создание картин, связанных с пропагандой. Пейзаж при этом стал восприниматься как «аполитичный» вид искусства. Рылов, являясь в первую очередь пейзажистом, тяжело это переживал. В одном из писем другу-пейзажисту он писал: «Об обществах и думать не хочется, и о выставках тоже. Конечно, и Вы, и я не нужны в настоящее время. Что делать. Эта мысль меня тоже тяготит порой. Поэтому и выставляться мне не хочется».
В 1930-е годы Рылов попытался преодолеть разрыв со зрителем и официальной художественной критикой, приблизиться к магистральному процессу советской художественной жизни. Это стало причиной того, что он взялся за заказ на картину «Ленин в Разливе» (1934). Заказ художнику предоставил отдел массовой политико-культурно-просветительной работы Ленсовета. Рылов писал в средствах массовой информации о создании картины в высоком патетическом стиле: «Мне хотелось дать образ Ленина — гения революции, шествующего навстречу буре, титаническая сила которой потрясает мир». В письме своему другу-художнику Константину Богаевскому он рассказывал о ней в совсем другом тоне: «Тему Ленин в Разливе мне заказал Ленсовет, а всю композицию и самый момент я сам изобрёл. Коммунистам нравится. От пейзажиста они не ожидали такой трактовки, да ещё от старика». Картина произвела благоприятное впечатление и неоднократно повторялась самим художником по заказам различных музеев и учреждений. В картине художник сохранил преемственность с пейзажами и свободу жанровых приёмов изображения. Современные искусствоведы отмечают, что романтическая трактовка темы, в которой главную роль сыграл пейзаж, а не революционно-исторический жанр, обусловила большой интерес к этой картине в 1930-е годы.
В Русском музее представлены два варианта картины. Оба они относятся к 1934 году. Техника, в которой выполнены оба полотна, — масляная живопись на холсте. Один вариант имеет размер 105 на 170 сантиметров. На полотно нанесены подпись и датировка — «А. Рылов 1934». Размер авторского повторения полотна из этого же музея — 126,5 на 212 сантиметров (по другим данным — 126,5 на 174). Обладателем ещё одного варианта является Алупкинский государственный дворцово-парковый музей-заповедник. В 1935 году Рылов создал копию картины для Музея-квартиры С. М. Кирова в Ленинграде.
Сохранились эскизы и этюды к картине, отражающие замыслы художника на разных стадиях работы над полотном. Один из них, размером 14,6 на 17,8 сантиметров, находится в собрании Русского музея и выполнен в технике масляной живописи по холсту. На нём изображено сумрачное небо над озером.
На персональных выставках художника в 1934 году, прошедших в Москве и Ленинграде, картина снискала похвалы критиков (советская критика отмечала глубину содержания и новизну формы полотна) и привлекла внимание широкой зрительской аудитории, вызвала интерес прессы. В своих «Воспоминаниях» художник рассказывал: «Газетные сотрудники и искусствоведы с записными книжками и фотографическими аппаратами атаковали меня. Главным образом их интересовал мой „Ленин в Разливе“. Я уже за последнее время приобрёл навык и рассказывал о всех подробностях создания этой картины». В 2017 году картина и этюд к ней демонстрировались в Михайловском (Инженерном) замке на персональной выставке, которую составили работы художника из собственной коллекции Государственного Русского музея, собраний Третьяковской галереи, музея-квартиры Исаака Бродского и частных коллекций.
В советское время картина рекомендовалась для ознакомления на уроках русского языка. Школьникам предлагалось написать сочинение на сюжет полотна. Статья в сборнике для учителей «Русский язык в школе», опубликованная в 1984 году, детально анализировала картину и давала рекомендации учителю по работе с полотном.

## Сюжет картины и её художественные особенности

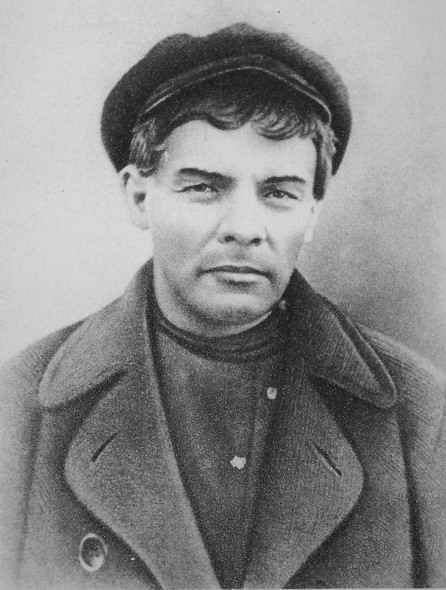
Дмитрий Лещенко. Ленин в образе рабочего К. П. Иванова, фотография начала августа 1917

Сюжет картины основан на реальных событиях лета 1917 года. После трагических событий начала июля 1917 года в Петрограде Временное правительство издало приказ об аресте руководителей большевистской партии. По некоторым данным, принятым советскими историками, командующий войсками Петроградского военного округа генерал Пётр Половцев приказал командиру отряда, которому было поручено арестовать Ленина, и расстрелять его на месте. Ленин перешёл на нелегальное положение.

### Сюжет картины. Ленин в Разливе
В ночь с 9 (22) июля на 10 (23) июля Ленин перебрался из Петрограда к озеру Разлив под видом сенокосца. Он поселился вместе с Г. Е. Зиновьевым у рабочего Сестрорецкого оружейного завода Н. А. Емельянова, жившего тогда во время ремонта дома в сарае, приспособленном для жилья (по другой версии, он сдавал свой дом дачникам). После Февральской революции рабочие местного завода установили в Сестрорецке и его окрестностях вооружённое самоуправление. Красная гвардия предприятия насчитывала более тысячи человек; окрестные форты и воинские части поддерживали большевиков. Ленин и Зиновьев проживали на чердаке сарая (сеновале), но после неожиданного появления отряда солдат, поддерживающего Временное правительство, сменили чердак сарая на шалаш на другой стороне Разлива. На сеновале и в шалаше Ленин написал тезисы «О политическом положении», статью «К лозунгам», работал над книгой «Государство и революция». Ленин и Зиновьев косили траву, купались в озере. Зиновьев пытался охотиться, но отказался от этой затеи после неожиданной встречи с лесником, поскольку сезон охоты ещё не начался. Главную опасность, по воспоминаниям Евдокимова, представляли комары. Иногда беглецов охватывал страх: «Ранним утром мы вдруг слышим частую, всё усиливающуюся, всё приближающуюся стрельбу на совсем близком расстоянии (пара-другая вёрст от нашего шалаша). Это вызвало в нас уверенность, что мы выслежены и окружены. Выстрелы становились всё чаще и ближе. Решаем уйти из шалаша. Крадучись, мы вышли и стали ползком пробираться в мелкий кустарник. Мы отошли версты на две от нашего шалаша. Выстрелы продолжались. Дальше открывалась большая дорога, и идти было некуда. Помню слова Владимира Ильича, сказанные не без волнения: „Ну, теперь, кажется, остается только суметь как следует умереть“», — писал позже Григорий Зиновьев. В начале августа, после окончания сенокоса и с началом сезона охоты в лесах у озера Разлив, пребывание в шалаше стало опасным. Пошли дожди, похолодало. ЦК партии принял решение о переезде В. И. Ленина в Финляндию. Отвечали за переезд опытные подпольщики А. В. Шотман и Э. А. Рахья. 8 (21) августа — 9 (22) августа 1917 года Ленин оставил шалаш и в сопровождении Н. Емельянова, А. Шотмана и Э. Рахья ушёл в сторону железной дороги. Они вывезли В. И. Ленина под видом кочегара на паровозе H2-293 машиниста-большевика Г. Э. Ялавы в Финляндию.

Реконструкция шалаша в Разливе

На картинах советских художников, разрабатывавших тему «Ленин в Разливе», нет Григория Зиновьева. К середине 1930-х годов он считался «врагом народа» и уже не мог быть помещён рядом с вождем. Самого вождя художники изображали в соответствии с каноном: в тройке, с бородкой и усами, хотя по легенде о сезонном наёмном работнике-косце, внешний вид Ленина был изменён до неузнаваемости. И. В. Сталин лично побрил Ленину усы и бородку (сам Ленин не решился сделать это). «Вот теперь хорошо. Я похож на финского крестьянина, и вряд ли кто меня узнает», — заявил Ленин. Он позаимствовал у Сергея Аллилуева пальто и кепку. Обыватели, привыкшие видеть Ленина в костюме и головном уборе, купленных в Стокгольме, его бы теперь не узнали. Серго Орджоникидзе рассказывал, что когда сын Емельянова отвёз его к Ленину, то к нему «… подошёл и поздоровался… человек, бритый, без бороды и усов… Оказалось, что это товарищ Ленин…». Перед отъездом из шалаша петроградский большевик Дмитрий Лещенко смог достать Ленину и Зиновьеву парики (полиция запретила прокат и продажу париков без предоставления документов, удостоверяющих особую необходимость) по удостоверению театрального кружка железнодорожников. Лещенко сфотографировал Ленина и Зиновьева в их новом обличье для фальшивых паспортов. Фотография Ленина сохранились и была широко известна в 1930-е годы. Художники тем не менее использовали его общеизвестный образ, не соответствовавший реальности.
Во время пребывания в Разливе Ленин внимательно следил за развитием событий в Петрограде. С наступлением темноты товарищи доставляли сведения и получали от него инструкции (кроме Орджоникидзе, приезжали Яков Свердлов и Ф. Э. Дзержинский, Емельянов ни разу не упоминал первоначально о посещении Ленина Сталиным, но в 1935 году он, его жена и сын были арестованы, а после допросов 64-летний Емельянов «вспомнил», что Сталин дважды посещал Ленина). Доставка проходила на лодке через озеро. С волнением ждал Ленин часа прибытия связного. Именно этот эпизод и изобразил на своей картине Аркадий Рылов.

### Художественные особенности картины
Художник тщательно готовился к работе над картиной: ездил в Разлив, на лодке переплывал озеро, высаживался на берег у места, где прежде стоял шалаш Ленина. Различные варианты набросков показывают, как менялся образ руководителя большевистской партии в замыслах художника — из задумчиво-созерцательного он превращался в волевой и энергичный. Этюды, изображающие небо, луг и облака, говорят о серьёзной работе над пейзажем. Художник стремился к созданию монументального произведения с серьёзным идейным содержанием.
Художник добросовестно подошёл к работе над картиной, но не сразу пришёл к окончательной её версии. Первоначально Аркадий Рылов намеревался изобразить Ленина рядом с шалашом, но в конце концов отказался от этой идеи. По воспоминаниям самого художника, у него получались иллюстрация к учебнику истории и жанровая картинка, а не монументальная композиция, как он хотел. Разочарованный Рылов даже собрался отказаться от полученного заказа. В своих воспоминаниях художник утверждал, что окончательное композиционное решение ему подсказал племянник, композитор Михаил Юдин.
Рылов рассказывал в своих воспоминаниях:

«…я принялся за большой эскиз с Лениным, идущим по берегу бурного озера против ветра. Ленин с волнением ждёт из города товарища с вестями, который придёт, как только солнце сядет и наступит темнота. Этого гения революции мне хотелось изобразить идущим навстречу ветру с обнажённой головой, лицом и походкой, выражающей уверенность»— Аркадий Рылов. Воспоминания
Волнение Ленина и напряжённость момента чувствуются в пейзаже и в динамичной фигуре вождя. По небу проносятся облака, ветер гнёт могучие деревья, в борьбе против этих природных сил фигура Ленина устремляется навстречу ветру и неизвестности с твёрдой решимостью одержать победу во имя будущего. Бурное озеро и тревожное небо символизируют бурю, «титаническая сила которой потрясает весь мир». Художник резко выделяет тёмный силуэт Ленина на фоне тревожного оранжевого неба. Лучи заходящего солнца пронизывают фиолетовые тучи. На землю опускаются сумерки. Над низким горизонтом Рылов оставляет узкую полоску неба, её лимонный оттенок придаёт напряжение композиции. Объекты теряют чёткость очертаний и тонут во мраке. Ветер собирает белые гребешки на волнах, гнёт кусты, подхватывает полы пальто героя полотна. Ленин, ничего этого не замечая, напряжённо всматривается вдаль. Такая трактовка образа хорошо вписывалась в рамки идеологического заказа советской эпохи. Искусствоведы В.И. Гапеева и Э.В. Кузнецова отмечали в 1964 году, что поднятая голова, стремительное движение, волевая собранность Ленина на картине Рылова выдают огромную силу духа лидера большевистской партии, его решимость и непреклонность в борьбе.

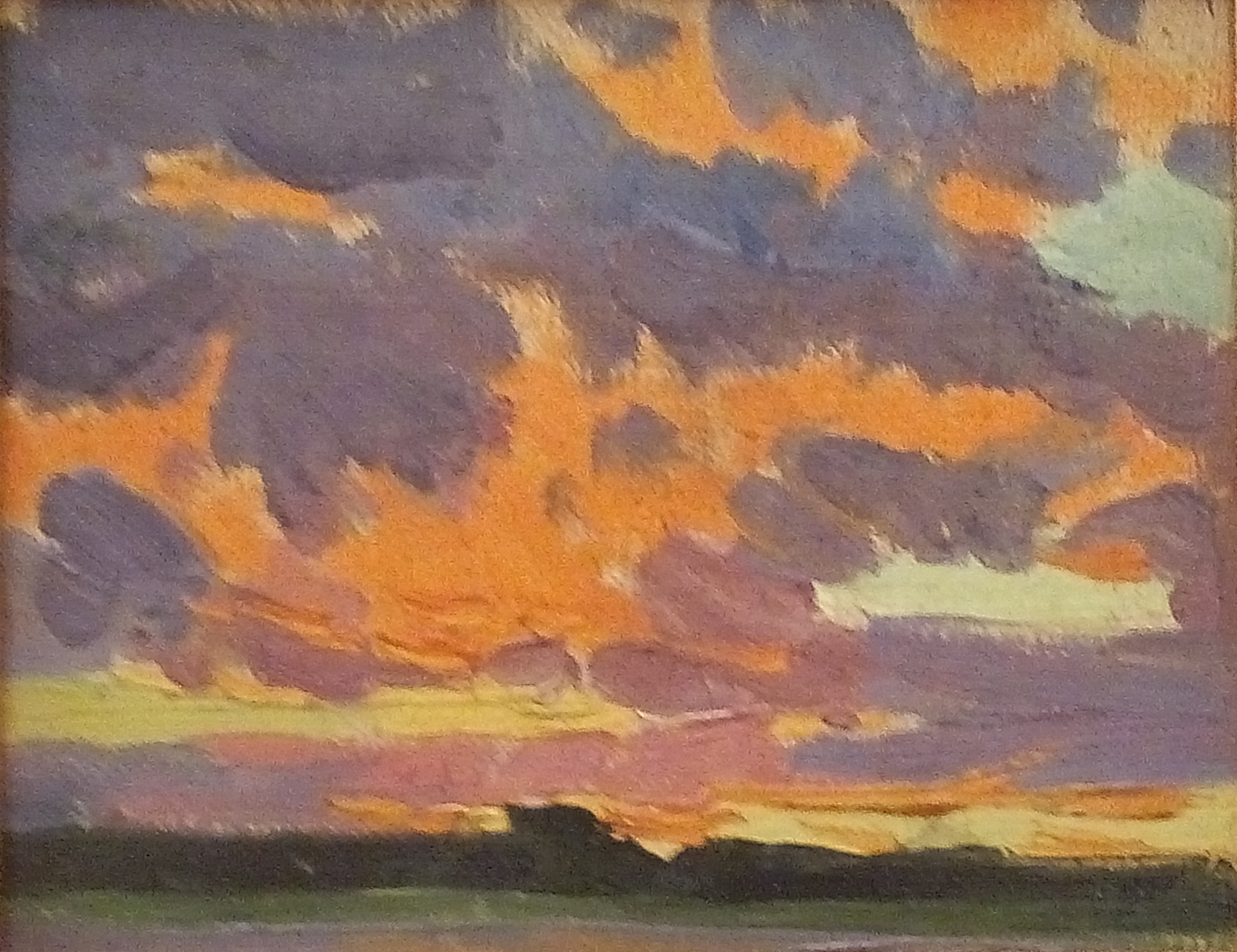
Аркадий Рылов. Ленин в Разливе, 1934. Этюд (Русский музей)

Советский искусствовед Алексей Фёдоров-Давыдов отмечал, что если разделить полотно по длине на части, то фигура Ленина расположена так, что она целиком вписывается во второй справа из четырёх равных отрезков. Перед ним открывается пространство пейзажа, равное половине длины полотна. Это усиливает динамику и выражает то соотношение фигуры с пространством, на котором построена сюжетная композиция: Ленин, всматривающийся вдаль пытливо и в ожидании грядущих перемен. Расстояние же сзади Ленина служит в первую очередь для обозначения места действия (там вдали едва различим шалаш, в котором жил Ленин) и нужно, чтобы его фигура хорошо вписывалась в общее пейзажное пространство. По мнению искусствоведа, картина — удачное сочетании поэзии и монументализма.
Жанровые элементы присутствовали и раньше в живописи Рылова, но на втором плане и на эмоциональном, а не сюжетном уровне. Фёдоров-Давыдов писал о подобных картинах Аркадия Рылова: «Это было развёртывание не столько конкретного действия, сколько движения и переходов чувств. …Это всегда был более музыкально-симфонический, нежели литературный „рассказ“».
Историки искусства отмечают, что предварительные наброски к полотну говорят в первую очередь именно о сложном поиске образа природы, а не о попытке решения образа вождя революции. Фигура Ленина также претерпевает некоторые изменения, но пейзаж стремительно меняется от одного рисунка к другому: иногда это луг, а иногда берег волнующегося озера в лучах заката. Аркадий Рылов отмечал, что пейзаж на картине не фон, а составной элемент сюжета. По замыслу художника он должен «аккомпанировать Ленину, гореть и волноваться». В конечном итоге именно пейзаж сыграл первостепенную роль в раскрытии историко-революционного сюжета. Рылов остался верен себе. Духовная цельность художника позволила ему воспринимать революционную историю и современность как мотив и как повод для эмоционального переживания природы. В творчестве Аркадия Рылова полотно «В. И. Ленин в Разливе в 1917 году» — один из редких удачных примеров наделения художником персонажа реальными и индивидуальными портретными чертами. Попытки обращения к портретному жанру не раз предпринимались художником, но творческого удовлетворения и признания у публики до этого они не приносили.